# زوي جونز
زوي جونز (بالإنجليزية: Zoe Jones)‏ هي متزلجة فنية بريطانية، ولدت في 14 يناير 1980 في سويندون في المملكة المتحدة.

## وصلات خارجية
- زوي جونز على موقع الاتحاد الدولي للتزلج (الإنجليزية)
- زوي جونز على موقع الاتحاد الدولي للتزلج (الإنجليزية)
- زوي جونز على موقع الاتحاد الدولي للتزلج (الإنجليزية)